# フランチェスコ・カマルダ
フランチェスコ・カマルダ（Francesco Camarda, 2008年3月10日 - ）は、イタリア・ロンバルディア州ミラノ出身のサッカー選手。セリエA・USレッチェ所属。ポジションはFW。

## クラブ経歴
ミラノのサッカースクール、アフォレーゼでキャリアをスタートした。アフォレーゼ在籍中、プロチームのACミランのアカデミーでトレーニングを積み、アフォレーゼで1年余りを経て、2015年にACミランへ完全加入した。ACミランでの最初のトレーニングセッションでは、彼はDFとして出場したが、継続的にドリブルで相手チームを突破して得点した後、前線に上げられてFWとしてプレーした。
ACミランの下部組織に在籍していた間、カマルダは稀にみるゴールスコアラーとしての地位を確立した。オーストリアのウィーンで行われた9歳以下のトーナメントで、ドイツの対戦相手バイエルン・ミュンヘンに2-0で敗れた際に負傷により退場した。彼はコーチにフィールドに戻れるよう頼み、戻った後に2ゴール1アシストを記録し、最終的には3-2の勝利に貢献した。ACミランのU-15チームとして24試合で22ゴールを記録し、U-15スクデットのタイトルに導いた。
最終的に彼のゴール量産は国際メディアの注目を集め、ACミランの下部組織としてわずか89試合で485ゴール、1試合平均5.45ゴールを記録したことが称賛された。14歳の時にACミランのU-19チームで練習し、エッチェッレンツァのチームであるソルビアテーゼとの親善試合で2ゴールを決め、チームとして勝利した。
2023年9月19日のニューカッスル・ユナイテッド戦でUEFAユースリーグデビューを果たし、4-0の勝利で2得点を挙げた。これらのゴールにより、カマルダは大会で2得点を決めた最年少選手、および15歳193日でのイタリア史上最年少ゴールスコアラーとなり、ファブリツィオ・カリガラの持つ16歳189日の記録を破った。
2023年11月、トップチームの負傷者続出により、ステファノ・ピオリ監督は2023年11月25日のセリエA対フィオレンティーナ戦のトップチームメンバーの一員としてカマルダを招集した。通常、16歳以下の選手はイタリアのトップチームに所属することが認められていないため、クラブはイタリアサッカー連盟に特別に承認を要求する必要があった。手続きを終えた後にトップチーム招集入りを果たしたカマルダは、セリエA第13節フィオレンティーナ戦において後半83分ルカ・ヨヴィッチと交代で途中出場。15歳と260日でセリエA史上最年少のサッカー選手となった。
2024年7月20日、クラブと2027年6月30日までの初のプロ契約を締結した。10月23日、UEFAチャンピオンズリーグ 2024-25リーグフェーズ第3節クラブ・ブルッヘ戦にベンチ入り、75分から途中出場を果たしCLデビューを飾った。16歳226日だったカマルダはミラン史上最年少でのCLデビューとなった他、16歳268日だったモイーズ・キーンの記録を更新し、イタリア人選手としてもCL本大会でプレーした最年少選手となった。2024年11月10日、セリエA第12節カリアリ戦においてスタメンデビュー、後半66分にタミー・エイブラハムと戦術的交代するまでプレーした。
2025年7月7日、ミランとの契約を2028年6月30日まで延長すると同時にUSレッチェにローン移籍した。買取オプションが付帯し、ミランは買い戻し条項を保持する。

## 代表経歴
2022年からユース世代のイタリア代表で活躍。